# Nyarubere
Nyarubere är ett vattendrag i Burundi.   Det ligger i provinsen Rutana, i den centrala delen av landet, 100 km sydost om huvudstaden Bujumbura.
Omgivningarna runt Nyarubere är en mosaik av jordbruksmark och naturlig växtlighet. Runt Nyarubere är det ganska tätbefolkat, med 185 invånare per kvadratkilometer.